# BRIT Awards 2017
37-я ежегодная церемония вручения наград BRIT Awards прошла 22 февраля 2017 года в Лондоне на стадионе «O2 Арена». Ведущими премии были британские телеведущие Дермот О’лири и Эмма Уиллис. Номинанты были представлены 14 января 2017 года. Почётную награду BRITs Icon Award получил Робби Уильямс. Дизайн статуэток победителей разработала архитектор Заха Хадид.

## Номинации
Победители отмечены галочкой.
Британский исполнитель года:
- Дэвид Боуи
- Крейг Дэвид
- Kano
- Майкл Киванука
- Скепта

Международный исполнитель года:
- Drake
- Bon Iver
- Бруно Марс
- Леонард Коэн
- The Weeknd

Британская исполнительница года:
- Эмели Санде
- Энони
- Элли Голдинг
- Лианн Ла Хавас
- Nao

Международная исполнительница года:
- Бейонсе
- Christine and the Queens
- Рианна
- Сия
- Соланж Ноулз

Британская группа года:
- The 1975
- Bastille
- Biffy Clyro
- Little Mix
- Radiohead

Международная группа года:
- A Tribe Called Quest
- Drake и Фьючер
- Kings of Leon
- Nick Cave and the Bad Seeds
- Twenty One Pilots

Британский прорыв года:
- Rag’n’Bone Man
- Энн-Мари
- Blossoms
- Скепта
- Stormzy

Британский альбом года:
- Дэвид Боуи — Blackstar
- The 1975 — I Like It When You Sleep, for You Are So Beautiful Yet So Unaware of It
- Kano — Made in the Manor
- Майкл Киванука — Love & Hate
- Скепта — Konnichiwa

Британский сингл года:
- Little Mix — «Shout Out to My Ex»
- Алан Уолкер — «Faded»
- Калум Скотт — «Dancing on My Own»
- Кельвин Харрис совместно с Рианной — «This Is What You Came For»
- Clean Bandit совместно с Шон Полом и Энн-Мари — «Rockabye»
- Coldplay — «Hymn for the Weekend»
- Джеймс Артур — «Say You Won’t Let Go»
- Джонас Блу совместно с Dakota — «Fast Cry»
- Тайни Темпа совместно Сарой Ларссон — «Girls Like»
- Малик, Зейн — «Pillowtalk»

Британский видеоклип года:
- One Direction — «History»
- Coldplay — «Hymn for the Weekend»
- Джеймс Артур — «Say You Won’t Let Go»
- Little Mix совместно с Шон Полом — «Hair»
- Малик, Зейн — «Pillowtalk»

Critics' Choice (вручается артисту, пока не имеющему альбома)
- Rag’n’Bone Man
- Энн-Мари
- Дуа Липа

Британская музыкальная икона
- Робби Уильямс

Британский глобальный успех
- Адель